# 山崎丞
山﨑 丞（やまざき すすむ、生年不明 - 慶応4年1月13日〈1868年2月6日〉？）は、新選組隊士（諸士調役兼監察）。

## 経歴
出身については、摂津国大坂とされるが、山城国という説もあり不明。生家は医家または薬種問屋とされる。
京に長く暮らしており、文久3年（1863年）末頃に新選組に入隊、元治元年（1864年）頃から隊士の動向調査や情報探索の任についている。非常に有能で文筆の才能を認められて、入隊後数ヶ月で上役を任され、後に隊内では異例の諸士調役・監察を掛け持つようになる。京や大坂に土地勘があり、道案内としてたびたび幹部達を大坂に引き連れていたという。また、大坂の金持ちの商人の事情にも通じており、山﨑の仲介により幹部たちが隊の資金調達をしていた事等から、新選組の中では重宝されていた。香取流の棒術にすぐれていたとされ、実際に使用していたものは長巻であるとの説もある。性格は温順にして無口で、背が高く、色黒（色白という説も）な美男子だったという。京都で隊士の診療を行っていた松本良順から医学を学び、「我は新選組の医者なり」と言って周囲を笑わせたという記録が良順の書に残っている。また、「（近藤）勇の最も愛する者なりし」とも記述されている。
元治元年6月の池田屋事件の時は、諸士調役兼監察として島田魁らと長州藩士や尊攘過激派の探索にあたり、尊攘過激派の一人、古高俊太郎宅である枡屋を突き止めている。枡屋は宮部鼎蔵ら大物志士の密会所となっており、宮部の下僕・忠蔵を尾行し所在を突き止めたとされる。その結果、新選組は尊攘派の御所焼き討ち・天皇長州連れ去りの計画を未然に防ぐ事に成功した。
しかし、この武功に対して、各隊士たちが報酬を受けているにもかかわらず、山﨑の名前が書かれていないため、子母沢寛や司馬遼太郎の創作との説もある（ただし、報酬を受けている島田の日記には探索したメンバーに山﨑の名前が入っている）。一説では、池田屋事件と近い時期に入隊したとされている篠塚岸三という隊士が、池田屋に参加の約1ヶ月後に江戸にいる母が死んだ、もしくは死病にかかったという理由で除隊されている。報酬金名簿には山﨑の名前はないが、篠塚は書かれていること、山﨑は監察という仕事の都合上、変装のためや隊士の中の間者を詮索するために偽名を使うことは少なくなかったことなどから、篠塚とは山﨑のことではないかという説もある。そのためか島田や永倉新八の著書には篠塚の名ではなく、山﨑の名が書かれている。
その後、禁門の変や第一次長州征討、第二次長州征討などの重要な戦いでも戦況の推移や状況報告に能力を発揮し、近藤勇や会津藩に正確な情報をもたらした。
慶応4年（1868年）1月の鳥羽・伏見の戦いの最中に重傷を負う。1月13日の江戸へ撤退の際、富士山丸の船上において傷がもとで死亡し、紀州沖で水葬されたとされている。その際、近藤は自身も肩の鉄砲傷がひどく寝込んでいたが、別れを告げるべく正装し、代表として追悼の言葉を読んだという。近藤は上述の通り、山﨑を信用し可愛がっていたようで、彼の死に涙を流し、土方歳三に「山﨑は良い奴だった。あいつはこんなに大勢の人に見送られて幸せだ」ともらし、船長に深く頭を下げて礼を言ったという。ただ、船に同乗していたであろう永倉や島田らが残した手記では、船上での山﨑の死や水葬に関しては一切触れられていない。一説には、山﨑は鳥羽・伏見の戦いで銃で撃たれ死亡し、陸上で埋葬されたとも言われ、最期については不明な点も多い。近藤芳助は、山﨑が重傷を負って負傷者で溢れかえる大坂八軒家京屋宅にいたのを確かに見た事、更に大坂で死んだのかも知れない、という手紙を高橋正意に送っている。
隊士山崎林五郎（林新次郎）の従兄弟（義兄弟）である林五郎の実家の家系図によると、妻が居たとされるが、そもそも林と山﨑に血縁関係があったのかどうかは証明されておらず定かではない。子母澤の書物では、林信太郎の従兄弟とされているが、これは林新次郎との混同と考えられている（上記の水葬説を明治のずっと後になって林信太郎が語ったと記されているが、その頃彼は既に死去している）。また、林五郎と山﨑の父の名が同名にすぎず、他人との見解もある。
司馬遼太郎の小説『新選組血風録』では、赤穂浪士から脱落した奥野将監の子孫として描かれているが、これは創作である。
また、入崎丞という隊士が見受けられるが、山﨑丞の変名もしくは誤記と思われる。

## 日記
山﨑丞が1865年（慶応元年）に書いたとみられる「取調日記（山崎丞取調日記）」が見つかり、東京都日野市の市ふるさと博物館が2004年11月12日に公表した。博物館によればこれは回想録ではなく当時のリアルタイムで記録されたものであり、新選組関連史料でも非常に珍しいとコメントしている。
日記は1865年5月から10月にかけてのもので、総ページ数84ページ、記載されている近藤勇以下隊士148名の名簿は1865年6月時点とみられ、内容から隊組織が8隊体制であったこと、6月21日に施山多喜人ら2名の切腹があったことなどが判明している。

## 登場する小説
- 島津隆子 - 『新選組密偵・山崎烝』新人物往来社 1997.3 のち廣済堂文庫